# Euophrys baliola
Euophrys baliola är en spindelart som beskrevs av Simon 1871. Euophrys baliola ingår i släktet Euophrys och familjen hoppspindlar. Inga underarter finns listade i Catalogue of Life.